# Parapercis allporti
Parapercis allporti és una espècie de peix de la família dels pingüipèdids i de l'ordre dels perciformes.

## Descripció
- Fa 33 cm de llargària màxima.[8][9]

## Alimentació
El seu nivell tròfic és de 3,48.

## Hàbitat i distribució geogràfica
És un peix marí, demersal (entre 60 i 200 m de fondària) i de clima temperat, el qual viu a l'Índic oriental: és un endemisme de la plataforma continental del sud d'Austràlia (des d'Austràlia Meridional fins a Nova Gal·les del Sud, Tasmània, Victòria i Queensland).

## Observacions
És inofensiu per als humans.